# Berinda orgeli
Espèce
Berinda orgeli est une espèce d'araignées aranéomorphes de la famille des Gnaphosidae.

## Distribution
Cette espèce est endémique de la province du Hatay en Turquie,. Elle se rencontre vers Hassa.

## Description
Le mâle holotype mesure 5,2 mm et la femelle paratype 4,3 mm.

## Systématique et taxinomie
Cette espèce a été décrite par Danışman, Yağmur, Coşar et Kaya en 2025.

## Étymologie
Cette espèce est nommée en l'honneur de Semih Örgel.

## Publication originale
- Danışman, Yağmur, Coşar & Kaya, 2025 : « Notes on Berinda Roewer, 1928 (Araneae: Gnaphosidae), with description of two new species from Turkey. » Zootaxa, no 5653(3), p. 364-378.